# Miedo súbito
Miedo súbito (título en inglés; Sudden Fear), es una película de suspenso y cine negro estadounidense de 1952 dirigida por David Miller y protagonizada por Joan Crawford, Jack Palance y Gloria Grahame. Se basa en la historia de una mujer exitosa que se casa con un asesino. El guion de Lenore J. Coffee y Robert Smith se basó en la novela homónima de Edna Sherry.

## Sinopsis
Después de un noviazgo emocionante, la aclamada dramaturga Myra Hudson (Crawford) se casa con Lester Blaine (Palance), un hábil actor al que rechazó para su más reciente obra. Poco después de su luna de miel, Myra escucha a Lester y a su amante, Irene (Grahame), planeando el asesinato de la rica escritora por su herencia. Destrozada por la revelación, Myra idea un plan de venganza en contra de su marido.

## Reparto
- Joan Crawford como Myra Hudson
- Jack Palance como Lester Blaine
- Gloria Grahame como Irene Neves
- Bruce Bennett como Steve Kearney
- Virginia Huston como Ann Taylor
- Mike Connors como Junior Kearney

## Recepción
Cuando se estrenó la película, el crítico de cine del New York Times , AH Weiler, revisó favorablemente la película: "A Joan Crawford se le debe acreditar una actuación verdaderamente profesional ... Toda la producción se ha montado con excelente gusto y Cabe señalar que San Francisco y Los Ángeles, la zona de Bunker Hill, en la que se desarrolla la mayor parte de la acción, es una zona apasionantemente fotogénica. David Miller, el director, ha aprovechado al máximo las calles empinadas y panorámicas de la ciudad. Y, en sus escenas culminantes en un apartamento a oscuras y una persecución por sus escarpados callejones oscuros y patios traseros, ha logrado proyectar una atmósfera auténticamente fatal".

### Premios y nominaciones
- 1952 - Premios Oscar: 4 nominaciones, incluyendo mejor actriz para Joan Crawford y mejor actor de reparto para Jack Palance.
- 1952 - Premios Globos de Oro: Nominación a mejor actriz- Drama para Joan Crawford